# GNV Allegra
Il GNV Allegra è un traghetto appartenente alla compagnia di navigazione italiana GNV.

## Servizio
Varato il 31 agosto 1986 nel cantiere navale Wärtsilä di Turku con il nome di Kronprins Harald e consegnato il 23 marzo 1987 alla Jahre Line, prende servizio tre giorni dopo nei collegamenti tra Oslo e Kiel.

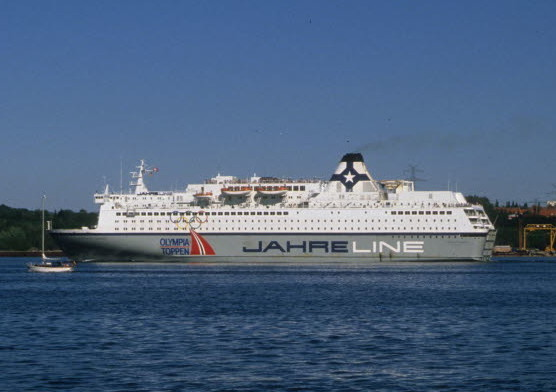
Il Kronprins Harald in partenza da Kiel nel 1990.

Nell'ottobre del 1990, con la fusione della Jahre Line con la Fred Olsen Lines, viene trasferito alla neonata Color Line, continuando ad operare sulla stessa rotta. 
Il 21 settembre 1997 viene noleggiato ed impiegato per aprire la The Ocean Race a Southampton. 
Il 15 luglio 1999 si arena nell'Oslofjord. Evacuati i passeggeri, viene successivamente liberato e trasferito in cantiere a Emden, dove viene riparato. Il 19 luglio torna regolarmente in servizio.

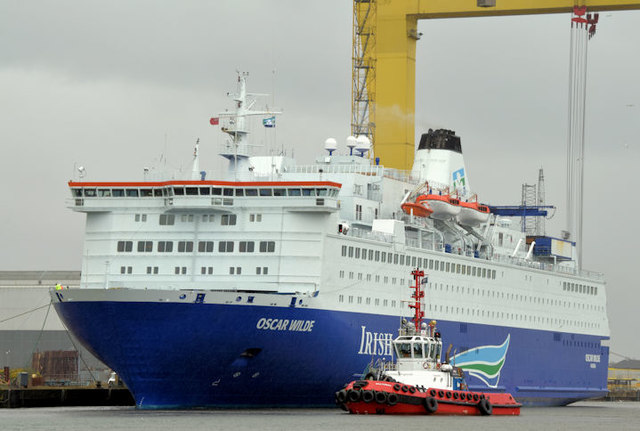
L'Oscar Wilde in cantiere a Belfast nel 2016.

Il 22 gennaio 2007, con l'ingresso in flotta del nuovo Color Magic, ne viene annunciata la cessione alla Irish Ferries, continuando tuttavia ad operare in noleggio per la Color Line fino alla consegna di quest'ultimo nel settembre successivo.

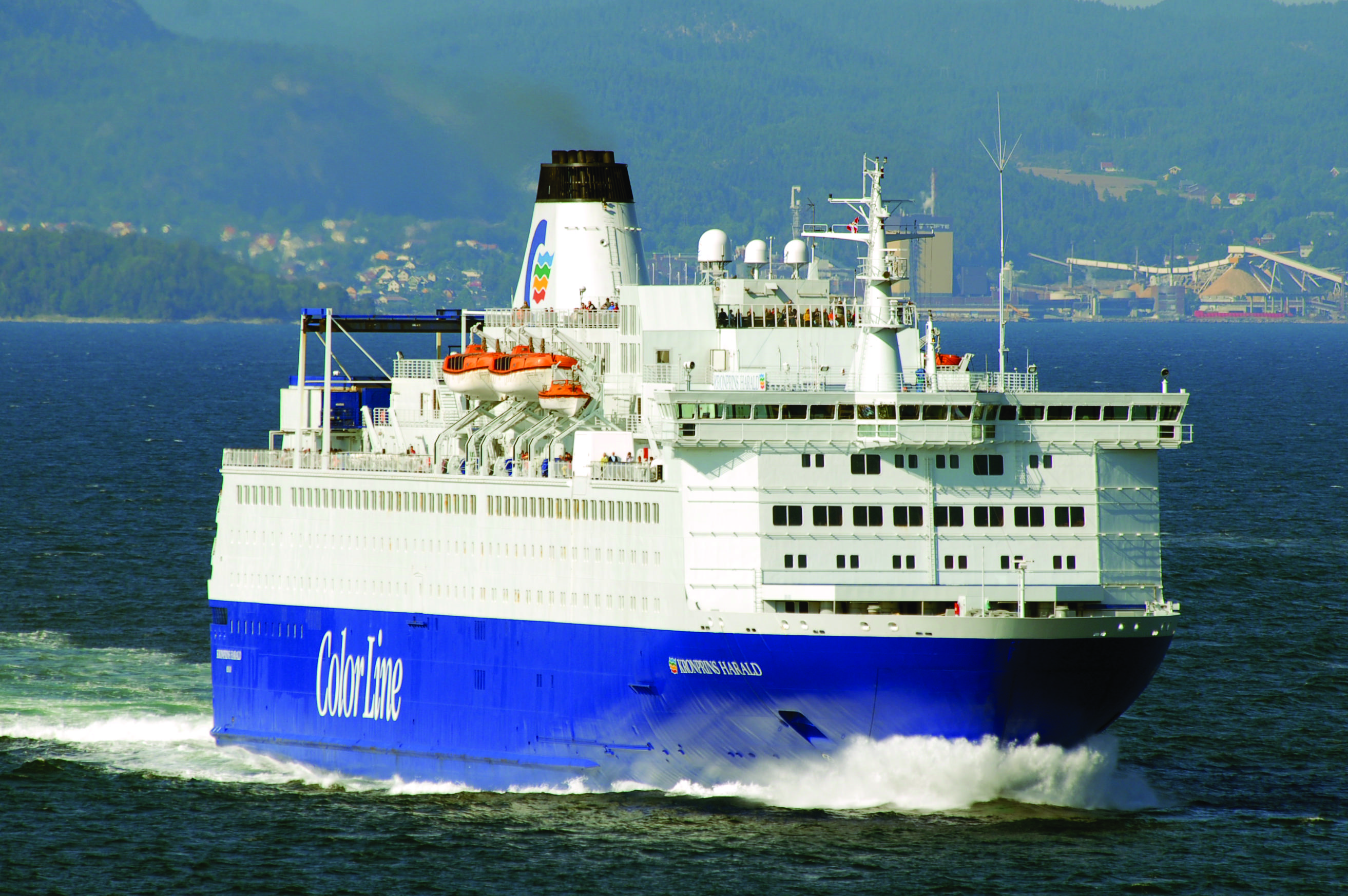
Il Kronprins Harald in navigazione verso Oslo nel 2007.

Il 1º settembre 2007 termina il servizio per il vecchio armatore e salpa per i cantieri di Fredericia, dove, il 10 settembre, viene consegnato alla Irish Ferries e ribattezzato Oscar Wilde. Lasciato il cantiere il 17 novembre, prende servizio il 30 novembre nei collegamenti tra Rosslare Europort, Cherbourg e Roscoff in sostituzione del Normandy. 
Dal 1º al 14 gennaio 2008 opera nei collegamenti tra Rosslare Europort e Pembroke.
Il 10 marzo 2008, durante le manovre di ormeggio a Cherbourg in condizioni meteo avverse, entra in collisione con la passerella d'imbarco dei passeggeri a piedi, distruggendola.

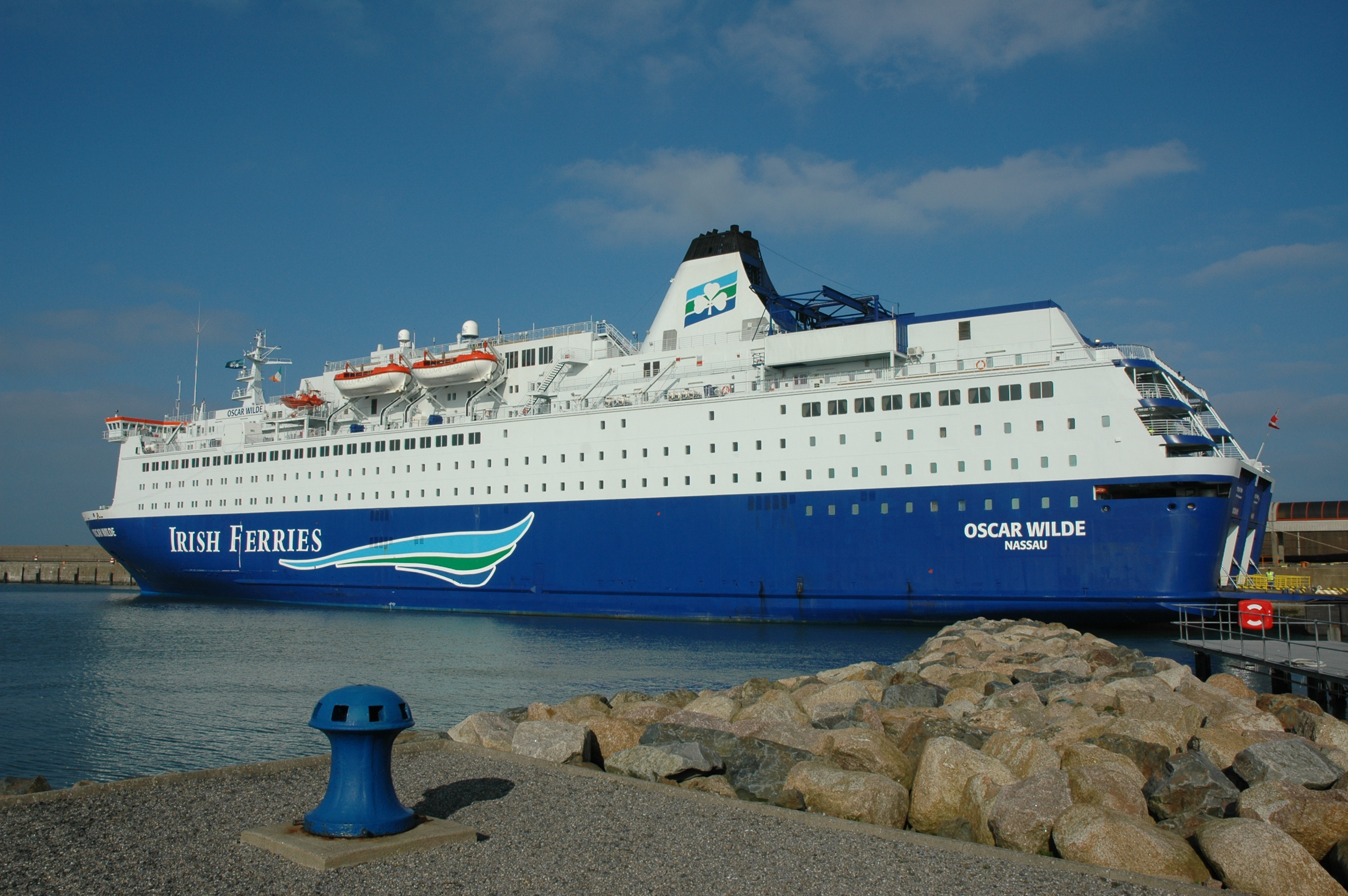
L'Oscar Wilde ormeggiato al Rosslare Europort nel 2008.

Il 2 febbraio 2010, poco dopo la partenza dal cantiere navale A&P di Falmouth, scoppia un incendio nella sala macchine del traghetto, prontamente domato dall'equipaggio. Dal 4 marzo torna regolarmente in servizio.
Dal 4 al 25 gennaio 2012 e tutto gennaio 2013 opera nei collegamenti tra Rosslare Europort e Pembroke.
Il 24 novembre 2013 viene trasferito nei collegamenti tra Dublino e Holyhead. 
Nel 2014 torna in servizio sulla Roscoff-Rosslare Europort-Cherbourg.
Il 20 marzo 2019, con l'ingresso in flotta del nuovo W.B. Yeats, viene disarmato nel cantiere navale di Belfast e messo in vendita.
L'11 aprile 2019 viene venduto alla GNV, alla quale viene consegnato il 30 aprile successivo e, salpato il 2 maggio da Belfast, giung 5 giorni dopo a Genova, dove viene sottoposto ai propedeutici lavori di adeguamento al nuovo servizio.  Ribattezzato il 14 maggio 2019 GNV Allegra, prende servizio il 25 maggio nei collegamenti tra Genova ed Olbia.
Dal 31 agosto 2020 al 19 maggio 2019 viene noleggiato al Ministero dell'interno ed impiegato come nave-quarantena. Terminato il noleggio, prende servizio nei collegamenti tra Genova e Porto Torres, dove opera tutt'oggi.